# Умовні знаки

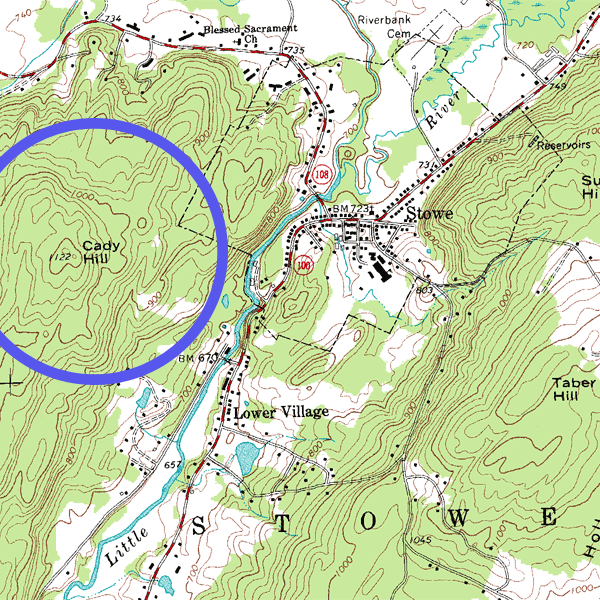
Умовні позначення на топографічній карті

Умовні знаки — це картографічні або графічні малюнки відповідного розміру, форми і кольору, якими відображаються на картах об'єкти місцевості (населені пункти, річки, озера, рельєф, рослинність, залізниці, автомобільні дороги тощо), використовуються для топографічних карт та планів місцевості.

## Особливості використання
Застосування умовних позначень на топографічних картах дозволяє:
- відповідно до масштабу карти зменшувати розмірі об'єктів місцевості, відтворюючи їх в свідомості користувача;
- відображати об'єкти місцевості, які зі зменшенням масштабу карти неможливо показати, але за своїм значенням повинні бути вказані на ній.;
- показувати рельєф земної поверхні на площині з можливістю проводити будь — які виміри та розрахунки;
- на топографічній карті умовними знаками слід відображати не лише зовнішній вигляд об'єктів місцевості але і вказувати внутрішні якості;
- відображати на карті непомітні на місцевості, але важливі природні явища
- виключати незначні деталі окремих об'єктів місцевості або виділяти їх важливі та характерні ознаки.

Таким чином, зображення топографічних елементів місцевості за допомогою картографічних умовних позначень суттєво впливає на якість топографічних карт: від них залежить її точність, детальність і наочність зображення та запам'ятовування змісту карти.

## Вимоги до умовних знаків
На всіх топографічних картах умовні знаки одних і тих самих об'єктів однакові та можуть відрізнятися розмірами. Саме тому це забезпечується уніфікацію та стандартність умовних знаків та полегшує читання топографічних карт різного масштабу.
Тому основними вимогами до умовних є:
- відображення максимального об'єму інформації про місцевість мінімальною кількістю умовних знаків і кольорів;
- забезпечення найбільшої точності та детальності об'єктів місцевості у відповідному масштабі карти;
- знаки повинні бути простими для накреслення та запам'ятовування;
- знаки мають нагадувати об'єкт, який зображується.

## Умовні знаки поділяються
На картах умовні знаки поділяють на:
- масштабні;
- позамасштабні;
- лінійні;
- пояснювальні[2].

### Масштабні умовні знаки
Дійсні розміри об'єктів передають масштабні умовні знаки, виражені у масштабі карти. Площинними знаками відображаються ліси, сади, болота, чагарники та інші місцеві предмети розміри яких виражені у масштабі карти, завдяки чому можна визначити площу такого об'єкта. Зовнішні межи (контури) таких об'єктів позначаються на карті точковим пунктиром, якщо вони не збігаються з лініями місцевості (дорогами, річками, тощо). Ці знаки передають місцезнаходження, розміри і форму об'єктів, а також їх кількісні та якісні характеристики.

### Позамасштабні умовні знаки
Об'єкти, які не виражені в масштабі карти, позначаються позамасштабними умовними знаками. Позамасштабними знаками відображаються телевізійні башти, радіовишки, церкви, пам'ятники, труби промислових підприємств, вітряки, окремі дерева та інші об'єкти місцевості, які за своїми розмірами (у плані) неможливо відобразити у масштабі карти, а, отже, не можна визначити площу такого об'єкта на карті шляхом вимірювань.

### Лінійні умовні знаки
Річки, дороги, кордони, лінії зв'язку — це лінійні об'єкти, тому на карті їх передають лінійними умовними знаками. До таких об'єктів також належать ізолінії — лінії з однаковими значеннями абсолютних висот (ізогіпси), температур порід (ізотерми), магнітних схилень (ізогони), атмосферного тиску (ізобари), морських глибин (ізобати), опадами (ізогієти), солоністю (ізогаліни), за своєю довжиною і конфігурацією ці умовні знаки є масштабними, а за шириною — позамасштабними.

### Пояснювальні умовні знаки
До пояснювальних умовних знаків відносяться умовні знаки, що застосовуються для додаткової характеристики предметів (наприклад: стрілки на річках, що вказують напрямок течії; знаки, що позначають породу лісу, і т. д.). Вони, як правило, поєднуються з масштабними і позамасштабними знаками і надають додаткові відомості об'єктам місцевості, вказують їх кількісні та якісні характеристики у вигляді повних та скорочених підписів і цифрових позначень.

## Кольорове оформлення карт
Однією із найважливіших показників наочності, завдяки якому ми маємо змогу розрізняти складові елементи топографічної карти є їх кольорове оформлення. Для підвищення наочності карти друкують у кольорах, які, як правило, відповідають забарвленню об'єктів місцевості.
| Об'єкти                                                                        | Забарвлення | Колір             |
| ------------------------------------------------------------------------------ | ----------- | ----------------- |
| Площі лісів, парків, скверів і садків                                          |             | зелений           |
| Площі чагарників і порослі лісу                                                |             | світло-зелений    |
| Об'єкти гідрографії, болота, солончаки та їх характеристики                    | Синій       | синій             |
| Площа дзеркала води великих водоймищ                                           |             | світло-синій      |
| Рельєф і піски                                                                 |             | коричневий        |
| Щільнозабудовані квартали населених пунктів та автомобільні дороги з покриттям |             | світло-коричневий |